# ألوان المملكة المتحدة الوطنية

تتضمن الحلقة الدائرية لسلاح الجو الملكي الألوان الوطنية البريطانية

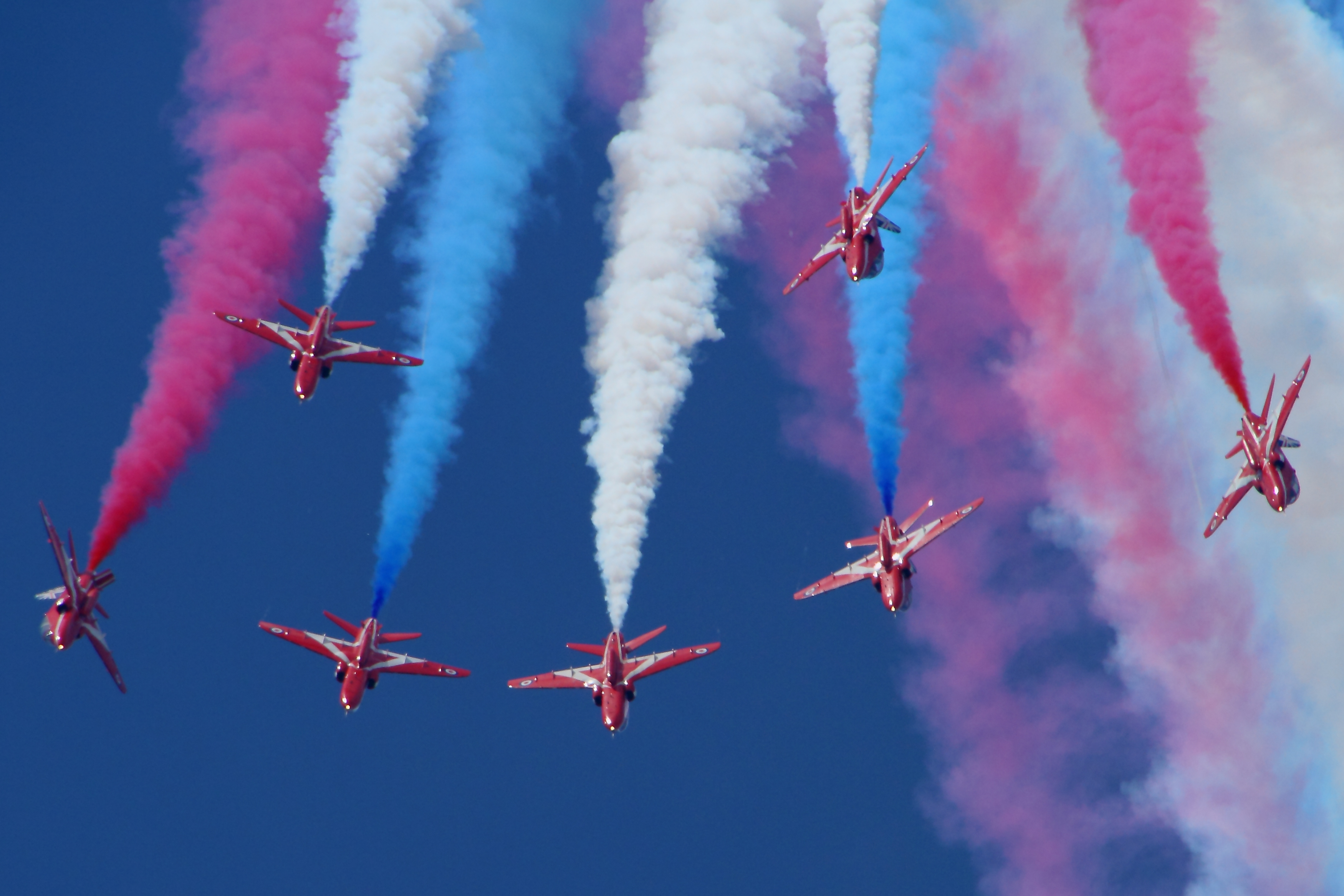
السهام الحمر مع الدخان الأحمر والأبيض والأزرق

عادةً ما يتم تحديد الألوان الوطنية للمملكة المتحدة على أنها مزيج من الأحمر والأبيض والأزرق بهذا الترتيب. هذه الألوان هي نفسها الموجودة في علم المملكة المتحدة. يتم أخذ ألوان العلم بدورها من أعلام إنجلترا (الأبيض والأحمر) واسكتلندا (الأزرق والأبيض)، والتي تم دمجها لتشكيل علم الاتحاد؛ إلى هذا أضيف لاحقًا ملحًا أحمر لأيرلندا. عادةً ما يتم تحديد الدول المكونة للمملكة المتحدة على التوالي باللون الأبيض (إنجلترا) والأزرق (اسكتلندا) والأحمر (ويلز) والأخضر (فيما يتعلق بأيرلندا بشكل عام) وأحيانًا الأسود أو الذهبي (بالنسبة لمقاطعة كورنوال الإنجليزية المميزة ثقافيًا).

## تاريخ
في خرائط القرنين التاسع عشر والعشرين، كانت أراضي الإمبراطورية البريطانية ملونة عادة باللون الأحمر أو الوردي. تاريخيا، قاتلت القوات المسلحة البريطانية باللون الأحمر، وهو اللون التقليدي الذي لا يزال قيد الاستخدام في الزي الرسمي والاحتفالي. عسكريا، وفي سياقات أخرى، فإن اللون الرئيسي الفردي المرتبط بالمملكة المتحدة هو اللون الأحمر، كما هو الحال في المعاطف الحمراء للجيش البريطاني الشهير.

## استعمال

### رياضة
في العديد من الرياضات الجماعية الدولية، يتم تمثيل مختلف دول المملكة المتحدة بفرق منفصلة. في تلك التي تتنافس فيها المملكة المتحدة كفريق واحد، إما باسمها الخاص أو باسم بريطانيا العظمى (كما هو الحال في الألعاب الأولمبية)، تكون الألوان المستخدمة للفريق هي الأحمر والأبيض والأزرق، حيث غالبًا ما يكون اللون الأزرق غامقًا جدًا أزرق.
في سباق السيارات، يكون اللون الوطني للمملكة المتحدة أخضر; يُعرف هذا باسم السباق الأخضر البريطاني ويدعي أصله غير المؤكد إلى حد ما أنه نابع من كأس جوردون بينيت عام 1903. كانت بريطانيا تستضيف السباق في أيرلندا واعتمدت نبات النفل على شرف; تم الاحتفاظ باللون منذ ذلك الحين، وظهر في العديد من ألوان سباقات الكومنولث أيضًا.

### المواصلات

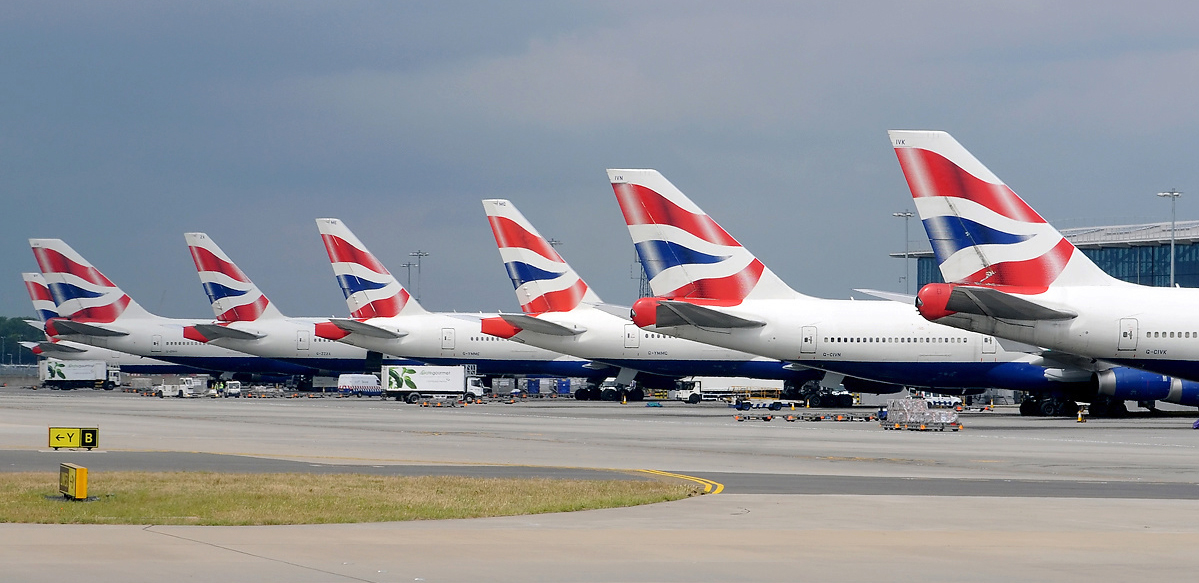
الألوان على الخطوط الجوية البريطانية متوقفة في مطار هيثرو بلندن

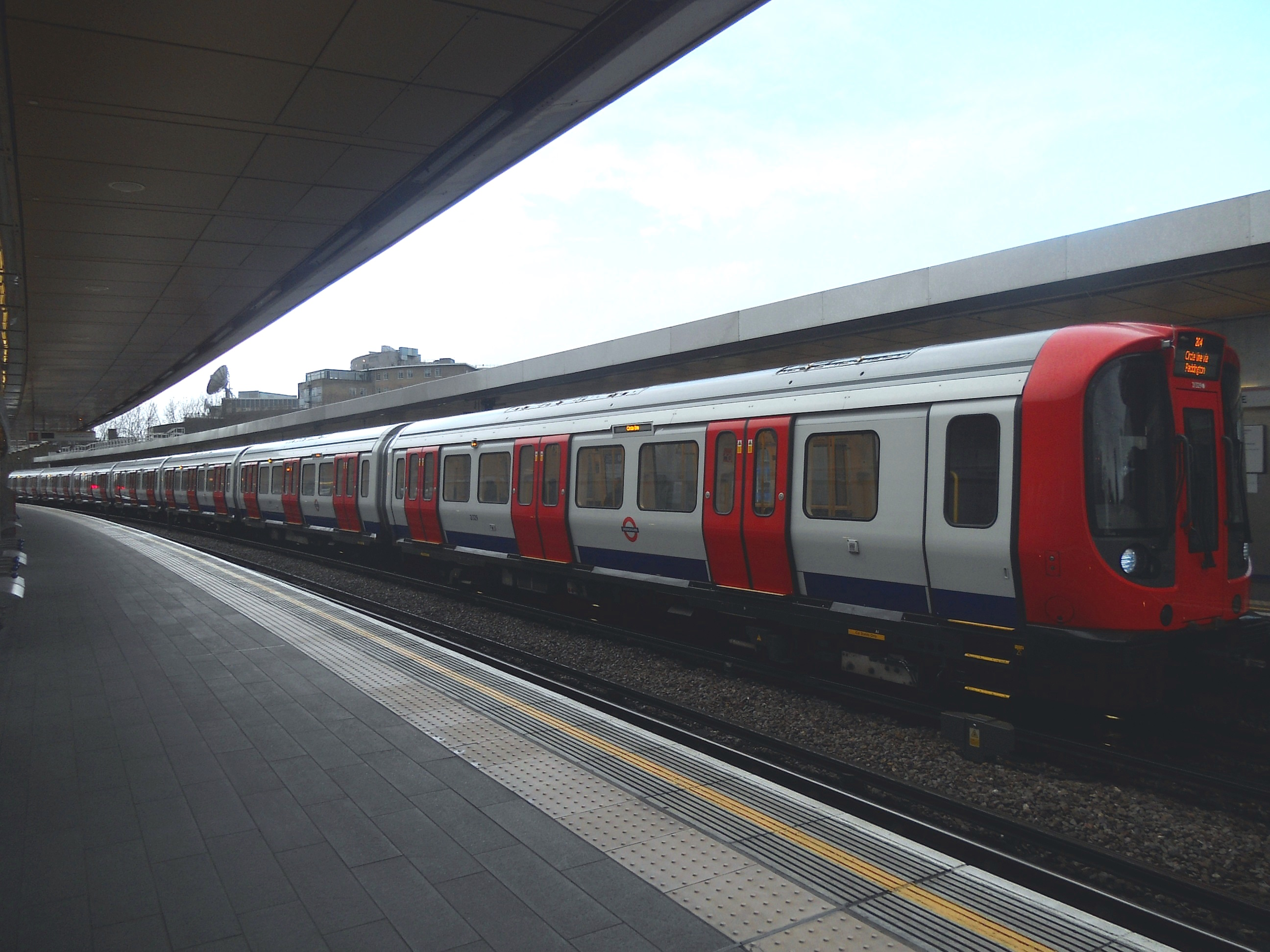
قطار الأنفاق الأحمر والأبيض والأزرق في لندن

الأحمر والأبيض والأزرق هي أيضًا ألوان مترو أنفاق لندن، نظام النقل السريع لعاصمة المملكة المتحدة. منذ تسعينيات القرن الماضي، تم طلاء قطارات الأنفاق باللون الأحمر والأبيض والأزرق.

### الطلبات والديكورات
تشمل الطلبات والميداليات البريطانية ذات الألوان الوطنية شرائطها النظام الملكي الفيكتوري، والميدالية الملكية الفيكتورية، وميدالية الملكة جالانتري، وجميع ميداليات التتويج واليوبيل التذكارية منذ عام 1936.

### عندالبحر
في البحر، تشير "الألوان الوطنية" إلى علم مميز يستخدم لإظهار بلد منشأ السفينة. في عام 1867، حدد أمر في المجلس أن " الراية الحمراء وعلم الاتحاد ذو الحدود البيضاء يستمران في الوقت الحاضر كالألوان الوطنية لجميع السفن البريطانية. يُعرف علم الاتحاد ذو الحدود البيضاء الآن باسم علم الاتحاد.